# 톰 라일리
톰 라일리(1981년 4월 5일 ~)은 영국의 남자 배우이고. 배우자는 리지 캐플런 이다

## 학력
- 2002년 런던극예술학교 (졸업)
- 2002년 버밍엄대학교 영문영문학과 (졸업)

## 출연작

### 영화
- 2018년 《익스팅션》
- 2017년 《모던 라이프 이즈 러비시》
- 2017년 《킬 유어 프렌즈 - 파커-홀》
- 2016년 《불가사리》
- 2016년 《푸싱 데드》
- 2016년 《사무엘 목소리》
- 2009년 《세인트 트리니안스 2 - 프리튼 교장의 황금 전설》
- 2009년 《해피 에버 애프터즈》
- 2007년 《아이 원트 캔디》
- 2007년 《9월의 어느 날》

### 드라마
- 《컬렉션클로드 사빈》
- 《다빈치 디몬스》
- 《다빈치 디몬스》
- 《다빈치 디몬스 1레오나르도 다빈치》
- 《먼로 시즌》
- 《먼로 시즌》
- 《오만과 편견 다시쓰기》